# نيكولا سانتوني
نيكولا سانتوني (بالإيطالية: Nicola Santoni)‏ (18 يناير 1979 برافينا في إيطاليا - ) هو لاعب كرة قدم إيطالي في مركز حراسة المرمى. لعب مع نادي باري ونادي باليرمو ونادي بريشيا ونادي تشيزينا ونادي سبيزيا ونادي كييتي كالسيو الرياضي.